# Degré carré
Le degré carré, de symbole deg2, est une unité de mesure des angles solides. Elle ne fait pas partie du système international d'unités (SI), dont l'unité d'angle solide est le stéradian (symbole : sr).
Un degré carré permet de mesurer une partie de la sphère de la même façon qu'un degré permet de mesurer une partie d'un cercle. 
Pour les degrés : {\displaystyle \mathrm {1\ deg=\left({\frac {\pi }{180}}\right)\;rad} } (radians) et le nombre de radians d'un cercle étant {\displaystyle 2\pi }, on retrouve pour un cercle complet : 
{\displaystyle \mathrm {2\pi \;rad=2\pi \left({\frac {180}{\pi }}\right)=360\;deg} }.
On définit de même par analogie les degrés carrés : {\displaystyle \mathrm {1\;deg^{2}=\left({\frac {\pi }{180}}\right)^{2}\;sr} },
le nombre de stéradians d'une sphère étant {\displaystyle 4\pi }, on a pour une sphère complète :
{\displaystyle \mathrm {4\pi \;sr=4\pi \left({\frac {180}{\pi }}\right)^{2}={\frac {360^{2}}{\pi }}={\frac {129\,600}{\pi }}\approx 41\,253\;deg^{2}} }.

## Sous-multiples
Pour les angles solides inférieurs au degré carré on peut utiliser :
- comme pour d'autres unités, le degré carré précédé d'un nombre décimal (par exemple, 1,13 × 10−6 deg2) ;
- les sous-multiples sexagésimaux : la minute carrée (1/3600 degré carré), la seconde carrée (1/3600 minute carrée), la tierce carrée (1/3600 seconde carrée), etc..

## Usages
Les degrés carrés et leurs sous-multiples sont fréquemment utilisées en astronomie pour noter l'étendue du champ d'un instrument (optique ou capteur) ou l'étendue totale du ciel observable. Par exemple l'image de champ pronfond de Hubble s'étend sur 5,3 arcminutes-carrées. L'instrument DESI couvre 8 degrés-carrés en une pose.